# Maria Schmidt (Schauspielerin)
Maria Stoopendaal-Schmidt (getauft am 6. Oktober 1750 in Amsterdam; gestorben am 21. Mai 1810 ebenda) war eine niederländische Schauspielerin.

## Leben
Maria Schmidt wurde am 6. Oktober 1750 in Amsterdam getauft. Sie war die Tochter des Schauspielers Rieuwert Schmidt (1714–1775) und der Schauspielerin Maria Duim (ca. 1712–1781). Sie lernte früh die Schauspielerei von ihren Eltern, ebenso wie ihre Schwester Christina und ihr Bruder Izaäk (1740–1818). Zur Familie Schmidt gehörten ab 1742 neben den eigenen Nachkommen auch die drei Kinder von Marias verstorbener Tante Hendrina Duim, über die Rieuwert Schmidt die Vormundschaft erhalten hatte. Bereits 1757 stand sie auf der Bühne und verdiente zwei, später vier Gulden pro Stück. 1762 trat sie in einer Transvestitenrolle als achtzehnjähriger Prinz Maurits in „Der Tod Willems des Ersten“ des Dramatikers Claas Bruin auf. Die Kritik am Spiel der vierzehnjährigen Maria war hart. Laut Hollandsche Toneelbeschouwer spielte sie schlecht: „Für den Zuschauer war es schwierig, sich vorzustellen, dass sie einen 18-jährigen Jugendlichen auf der Bühne sah.“ Die Schlussfolgerung war, dass ihr diese Rolle nicht hätte gegeben werden dürfen.
Sie verlobte sich gegen erheblichen Widerstand der Familie des Bräutigams, dem Makler und Gerichtsvollzieher des Gerichts und des Obersten Gerichtshofs von Holland Daniël Stoopendaal (1743–1796). Bei der Verlobung am 31. Dezember 1772 in Amsterdam gab es erhebliche Vorbehalte gegen sie, aufgrund des Statusunterschieds. Galt sie als Schauspielerin doch als „skandalös unerlaubt und von allen verachtet [...] verlassenen Hure und Schauspielerin“. Dazu soll Maria Schmidt bereits ein Kind von einem anderen gehabt haben, eine Geschichte, die wahrscheinlich aus einer 1770 veröffentlichten Broschüre („Tröstete Jungfrau der Mutterschaft“) stammte. Jedoch hat sich kein entsprechendes Kind in Aufzeichnungen finden lassen. Der Familie Stoopendaal gelang es, die Heirat zu verhindern, und später wurde Daniël Stoopendaal sogar enterbt. Dennoch zogen sie zusammen und bekamen in den folgenden Jahren elf Kinder, eines kam Tod zur Weld, vier starben jung, doch von denen, die das Erwachsenenalter erreichten wurde mindestens Johannes Hermanus Stoopendaal (1779–1841) ebenfalls Schauspieler.
Maria Schmidt stand 1774 noch am Amsterdamer Theater auf der Bühne, über ihren weiteren Werdegang ist jedoch nichts bekannt. Erst 1795 kam es zu einer Art Versöhnung mit der Familie Stoopendaal. Nach 23 Jahren erteilte ihm Daniëls Bruder, er war da der einzige noch lebende der protestierenden Stoopendaals von 1772 und nun einziger Erbe, die Erlaubnis zu heiraten, und am 1. Februar 1795 fand die Hochzeit in der wallonischen Kirche statt, in der auch alle Kinder von Maria Schmidt und Daniël Stoopendaal getauft worden waren. Stoopendaal starb ein Jahr später. Weder Schmidt noch ihre Kinder haben jemals einen Cent aus dem Vermögen der Stoopendaals gesehen. Zum Zeitpunkt des Todes ihres Mannes lebten noch sieben der Kinder. Maria Schmidt musste den Inhalt des Hauses, in dem die Familie bis dahin gelebt hatte, und zog mit ihren Kindern in ein Zimmer in der Kerkstraat.
Maria Schmidt überlebte ihren Mann um fast fünfzehn Jahre und starb am 21. Mai 1810. Vier Tage später wurde sie auf dem Leidsekerkhof an der Reguliersgracht beigesetzt.